# Tu Fu

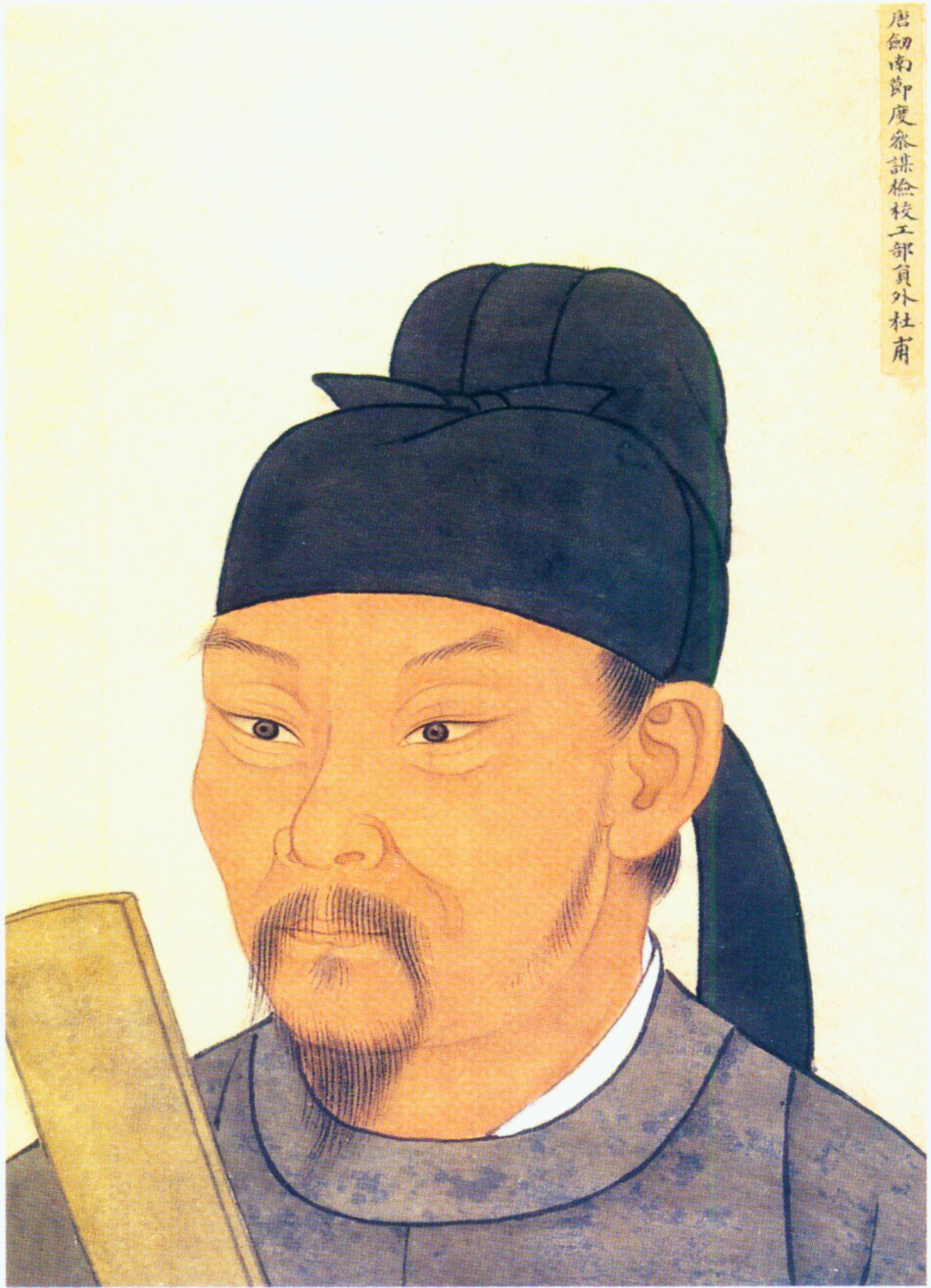
Du Fu sau Tu Fu

Tu Fu sau Du Fu (chin. 杜甫), (n. 712, Duling lângă Chang'an - d. 770, Leiyang), a mai purtat numele de Dù Shàolíng (杜少陵) sau Dù Gōngbù (杜工部) a fost împreună cu poetul Li Bai unul dintre cei mai importanți poeți chinezi din timpul dinastiei Tang. Spre deosebire de Li Bai cele mai multe dintre poeziile sale au fost proteste politice, critizând foametea, sărăcia și nedreptățile sociale îndurate de poporul chinez.

## Biografie
Primele încercări ale sale de a fi luat la curtea imperială s-a soldat cu eșec, la urmă reușește la examen cu un calificativ excepțional, ajungând astfel pe un post de mare demnitar la curtea împăratului Suzong. O perioadă scurtă face o carieră politică strălucită dar după câțiva ani murind protectorul său coboară scara ierarhică de la curte. 
În perioada sa de declin politic începe să scrie versuri, dintre poeziile lui s-au păstrat un număr de 1 400 până azi dintre care cele mai renumite sunt Trei sute de versuri Tang (chin. 唐诗三百首, Tangshi sanbai shou) numărul exact de poezii fiind de fapt 310.In anul 744 întâlnește pe Li Bai cu care leagă o prietenie strânsă însă unilaterală, fiind mai tânăr îl admiră pe Li Bai care era deja renumit. 
Rebeliunea An Lushan din perioada 755-764 a produs multe suferințe și pierderi poporului chinez (din 53 de milioane rămâne o populație de numai 17 milioane, restul morți sau goniți din țară) care l-a dezorientat din punct de vedere politic pe poet căzut în dizgrație.
Ultimii ani din viață îi petrece în stare de sărăcie în provincia Sihuan, fiind sprijint de un prieten ajuns demnitar la curte, din cauza rebeliunii se refugiază din oraș, ajungând mai târziu sfătuitorul militar a lui Yan Wu în conflictele cu Tibetul.
Meritele poetului Du Fu au fost recunoscute mult mai târziu după moartea sa, totuși operele sale au influențat literatura chineză și în mod deosebit cea japoneză.